# پناهگاه سنگی قوچعلی
پناهگاه سنگی قوچعلی مربوط به دوران پیش از تاریخ ایران باستان است و در ایلام، شمال شرقی شهر واقع شده و این اثر در تاریخ ۱۷ اسفند ۱۳۸۱ با شمارهٔ ثبت ۸۰۰۳ به‌عنوان یکی از آثار ملی ایران به ثبت رسیده است.

## تنگهٔ قوچعلی

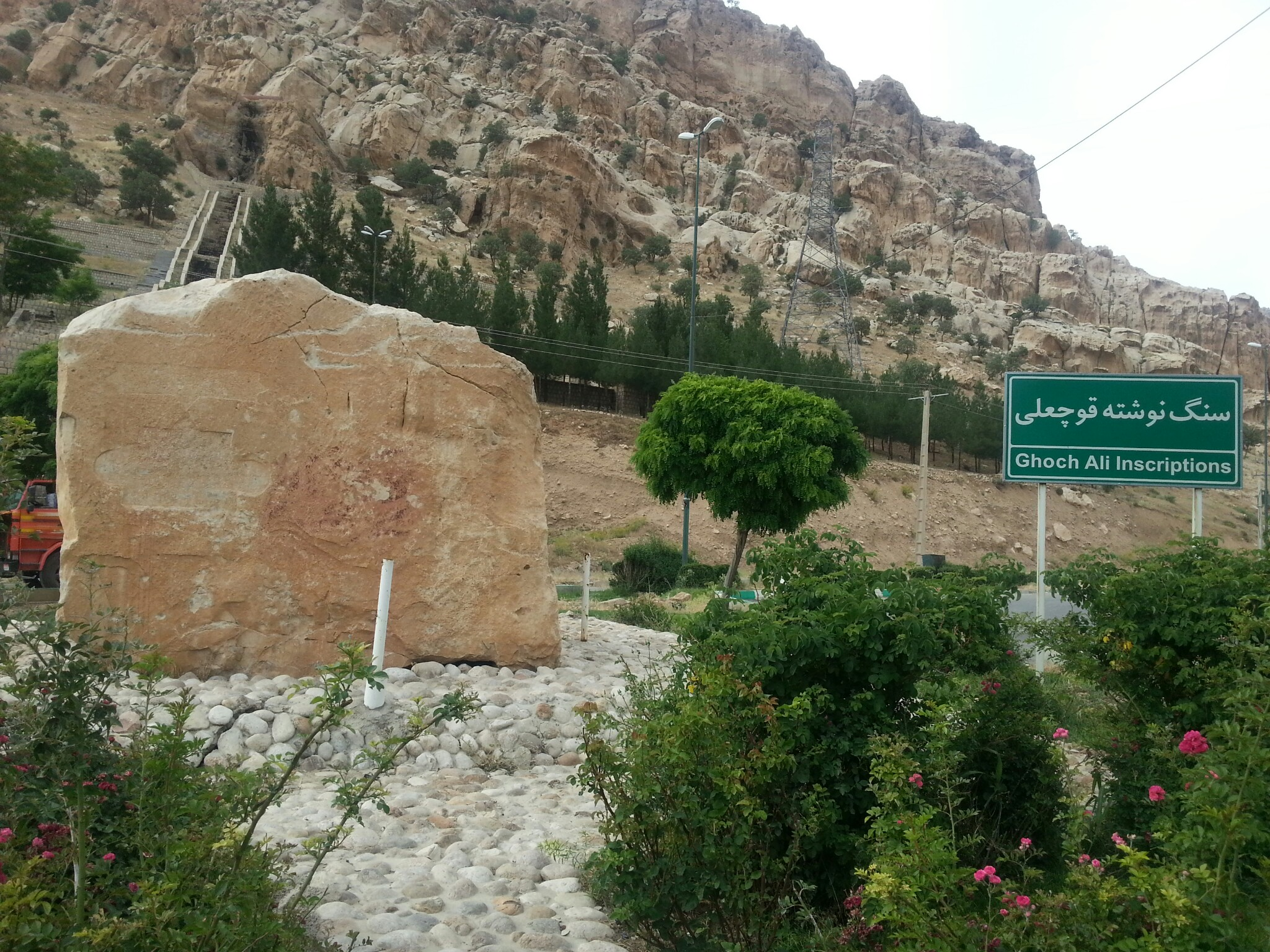
سنگ‌نوشتهٔ تنگهٔ قوچعلی

در تنگهٔ قوچعلی سنگ‌نوشته‌ای با اندازهٔ ۷۰ در ۵۰ سانتی‌متر به خط نستعلیق؛ بر دیوارهٔ صخره‌ای، در محلهٔ سبزی‌آباد ایلام، دربارهٔ تاریخ ساخت قلعه‌های حسین‌آباد و حسینیه، و نهر امیرآباد در ۱۳۰۵ قمری به فرمان حسینقلی‌خان امیرتومان والی لرستان، و تاریخ خاکسپاری حسینقلی‌خان است.